# Марин, Павел
Павел Марин (эст. Pavel Marin; 14 июня 1995, Кейла, Харьюмаа) — эстонский футболист, атакующий полузащитник клуба «Нымме Калью». 
Выступал за сборную Эстонии.

## Биография

### Клубная карьера
Воспитанник футбольного клуба «Кейла», также на юношеском уровне играл за таллинский «СК Реал». В 2011 году дебютировал на взрослом уровне в составе таллинского клуба «Пуума», выступавшего в первой лиге, провёл в команде два с половиной сезона.
В июле 2013 года перешёл в «Левадию», в первом сезоне выступал только за дубль. Дебютный матч за основной состав «Левадии» сыграл 25 февраля 2014 года в Суперкубке Эстонии против «Флоры» (0:1), заменив на 91-й минуте Марека Кальюмяэ. В высшем дивизионе сыграл первый матч и забил первый гол 15 марта 2014 года в игре с таллинским «Калевом» (8:0). В 2014 году со своим клубом стал чемпионом Эстонии, впоследствии неоднократно был медалистом.
Осенью 2018 года играл за финский клуб второго дивизиона «КПВ», стал серебряным призёром турнира. Затем на сезон вернулся в «Левадию», а в 2020 году выступал за «Тулевик».

### Карьера в сборной
Выступал за юношеские и молодёжные сборные Эстонии, начиная с 17 лет.
В национальной сборной Эстонии дебютировал 29 мая 2016 года в матче Кубка Балтии против Литвы. 22 ноября 2016 года забил свой первый гол за сборную в ворота команды Антигуа и Барбуда, гол стал победным в матче. Последний на данный момент матч за сборную сыграл в ноябре 2020 года. В январе 2023 года снова был вызван в сборную, но на поле не выходил.

## Достижения
- Чемпион Эстонии: 2014
- Серебряный призёр чемпионата Эстонии: 2015, 2016, 2017, 2019
- Обладатель Кубка Эстонии: 2013/14, 2017/18
- Финалист Кубка Эстонии: 2021/22
- Обладатель Суперкубка Эстонии: 2015, 2018